# Ленс Стівенсон
Ленс Стівенсон (молодший) (англ. Lance Stephenson Jr., нар. 5 вересня 1990, Бруклін, США) — американський професіональний баскетболіст, легкий форвард і атакувальний захисник.

## Ігрова кар'єра
На університетському рівні грав за команду Цинциннаті (2009–2010).
2010 року був обраний у другому раунді драфту НБА під загальним 40-м номером командою «Індіана Пейсерз». Професійну кар'єру розпочав 2010 року виступами за тих же «Індіана Пейсерз», захищав кольори команди з Індіани протягом наступних 4 сезонів. 16 січня 2014 року в матчі проти «Нью-Йорк Нікс» встановив особистий рекорд результативності, набравши 28 очок. Сезон 2014—2015 завершив з середніми двозначними цифрами за набраними очками та підбираннями, що дозволило йому стати другим у голосуванні за Найбільш прогресуючого гравця НБА. Допоміг команді дійти до фіналу Східної конференції, де запам'ятався тим, що подув у вухо Леброну Джеймсу, чим привернув увагу всіх медіа.
З 2014 по 2015 рік грав у складі «Шарлотт Горнетс».
2015 року перейшов до «Лос-Анджелес Кліпперс» в обмін на Спенсера Гоуса та Мета Барнса.
Наступною командою в кар'єрі гравця була «Мемфіс Ґріззліс», куди він був обміняний 18 лютого 2016 року на Джеффа Гріна. 11 березня оновив свій рекорд результативності, набравши 33 очки у матчі проти «Нью-Орлінс Пеліканс».
14 вересня 2016 року підписав контракт з «Нью-Орлінс Пеліканс». 4 листопада отримав травму, на лікування якої треба було 10 тижнів. Через це клуб відрахував його зі складу команди 7 листопада.
8 лютого 2017 року підписав 10-денний контракт з «Міннесота Тімбервулвз», а 8 березня — ще один на 10 днів, після чого «Міннесота» вирішила більше не продовжувати з ним співпрацю.
30 березня 2017 року повернувся до «Індіана Пейсерз», де відіграв залишок сезону.
10 липня 2018 року став гравцем «Лос-Анджелес Лейкерс».
1 серпня 2019 року підписав контракт з командою КБА «Ляонін Флайін Леопардс».
2020 року перейшов до фарм-клубу «Денвер Наггетс» «Гранд-Репідс Голд», де відіграв один рік. У грудні 2021 року підписав 10-денний контракт з «Атлантою».
1 січня 2022 року втретє приєднався до «Індіани», де відіграв залишок сезону.

## Статистика виступів

### Регулярний сезон
| Сезон             | Команда                 | GP  | GS  | MPG  | FG%  | 3P%  | FT%  | RPG | APG | SPG | BPG | PPG  |
| ----------------- | ----------------------- | --- | --- | ---- | ---- | ---- | ---- | --- | --- | --- | --- | ---- |
| 2010–11           | «Індіана Пейсерз»       | 12  | 0   | 9.6  | .333 | .000 | .786 | 1.5 | 1.8 | .3  | .0  | 3.1  |
| 2011–12           | «Індіана Пейсерз»       | 42  | 1   | 10.5 | .376 | .133 | .471 | 1.3 | 1.1 | .5  | .1  | 2.5  |
| 2012–13           | «Індіана Пейсерз»       | 78  | 72  | 29.2 | .460 | .330 | .652 | 3.9 | 2.9 | 1.0 | .2  | 8.8  |
| 2013–14           | «Індіана Пейсерз»       | 78  | 78  | 35.3 | .491 | .352 | .711 | 7.2 | 4.6 | .7  | .1  | 13.8 |
| 2014–15           | «Шарлотт Горнетс»       | 61  | 25  | 25.8 | .376 | .171 | .627 | 4.5 | 3.9 | .6  | .1  | 8.2  |
| 2015–16           | «Лос-Анджелес Кліпперс» | 43  | 10  | 15.8 | .494 | .404 | .700 | 2.5 | 1.4 | .6  | .1  | 4.7  |
| 2015–16           | «Мемфіс Ґріззліс»       | 26  | 3   | 26.6 | .474 | .355 | .815 | 4.4 | 2.8 | .7  | .2  | 14.2 |
| 2016–17           | «Нью-Орлінс Пеліканс»   | 6   | 0   | 27.0 | .473 | .100 | .625 | 3.3 | 4.8 | .3  | .2  | 9.7  |
| 2016–17           | «Міннесота Тімбервулвз» | 6   | 0   | 11.2 | .476 | .000 | .500 | 1.7 | .8  | .0  | .0  | 3.5  |
| 2016–17           | «Індіана Пейсерз»       | 6   | 0   | 22.0 | .409 | .625 | .667 | 4.0 | 4.2 | .5  | .3  | 7.2  |
| 2017–18           | «Індіана Пейсерз»       | 82  | 7   | 22.6 | .427 | .289 | .661 | 5.2 | 2.9 | .6  | .2  | 9.2  |
| 2018–19           | «Лос-Анджелес Лейкерс»  | 68  | 3   | 16.5 | .426 | .371 | .685 | 3.2 | 2.1 | .6  | .1  | 7.2  |
| 2021–22           | «Атланта Гокс»          | 6   | 0   | 11.7 | .385 | .000 | .500 | 2.5 | 1.8 | .0  | .0  | 1.8  |
| 2021–22           | «Індіана Пейсерз»       | 40  | 1   | 18.6 | .458 | .310 | .795 | 2.8 | 3.9 | .6  | .1  | 9.3  |
| Усього за кар'єру | Усього за кар'єру       | 554 | 200 | 22.9 | .445 | .314 | .694 | 4.1 | 2.9 | .6  | .1  | 8.6  |

### Плей-оф
| Сезон             | Команда           | GP | GS | MPG  | FG%  | 3P%  | FT%  | RPG | APG | SPG | BPG | PPG  |
| ----------------- | ----------------- | -- | -- | ---- | ---- | ---- | ---- | --- | --- | --- | --- | ---- |
| 2012              | «Індіана Пейсерз» | 4  | 0  | 3.0  | .222 | .500 | .500 | .0  | .3  | .0  | .0  | 1.5  |
| 2013              | «Індіана Пейсерз» | 19 | 19 | 35.4 | .408 | .281 | .622 | 7.6 | 3.3 | 1.2 | .1  | 9.4  |
| 2014              | «Індіана Пейсерз» | 19 | 19 | 37.1 | .455 | .358 | .714 | 6.9 | 4.2 | .8  | .2  | 13.6 |
| 2016              | «Мемфіс Ґріззліс» | 4  | 0  | 23.8 | .523 | .400 | .800 | 1.5 | 1.8 | .3  | .0  | 13.0 |
| 2017              | «Індіана Пейсерз» | 4  | 0  | 26.8 | .509 | .389 | .750 | 5.3 | 2.8 | .5  | .0  | 16.0 |
| 2018              | «Індіана Пейсерз» | 7  | 0  | 21.3 | .462 | .308 | .556 | 2.7 | 2.9 | .3  | .1  | 10.4 |
| Усього за кар'єру | Усього за кар'єру | 57 | 38 | 30.5 | .448 | .330 | .670 | 5.6 | 3.2 | .8  | .1  | 11.1 |